# Ici Maine
 (février 2022).
Si vous disposez d'ouvrages ou d'articles de référence ou si vous connaissez des sites web de qualité traitant du thème abordé ici, merci de compléter l'article en donnant les références utiles à sa vérifiabilité et en les liant à la section « Notes et références ».
Ici Maine, anciennement France Bleu Maine, est une station de radio généraliste de proximité de service public appartenant au réseau Ici de Radio France et qui émet depuis le 1er juin 2010.

## Diffusion
Diffusée dans le département de la Sarthe à partir de trois fréquences dans les villes de La Flèche, Le Mans et Sablé-sur-Sarthe, la station fait partie du groupe Radio France. 
Elle porte le nom de l'ancienne province du Maine, dont la Sarthe faisait partie. La province comptait aussi la Mayenne, mais ce département est couvert par France Bleu Mayenne.

## Émissions

### L'antenne
Les programmes régionaux de France Bleu Maine sont diffusés en direct de 6 h à 13 h et de 16 h à 19 h du lundi au vendredi, et de 7 h à 12 h 30 le week-end. Les programmes nationaux du réseau France Bleu sont diffusés le reste de la journée et la nuit.

## Direction locale
- Directeur : Patrick Delecroy
- Responsable des programmes : Gaël Penin
- Rédacteur en chef : Julie Le Duff

## Fréquences de France Bleu Maine
Trois fréquences sont attribuées à France Bleu Maine par le CSA :
- La Flèche sur 91.7 FM
- Le Mans sur 96.0 FM
- Sablé-sur-Sarthe sur 105.7 FM

Elle est aussi diffusée avec le système DAB+ depuis le 19 janvier 2023 sur le canal 7A ,.